# وحوش مسعى التنين 2
وحوش مسعى التنين 2 (ドラゴンクエストモンスターズ دوراغون كويستو مانسوتازو تسو) كما تعرف في اليابان أو وحوش محارب التنين 2 (بالإنجليزية: Dragon Warrior Monsters 2) هي لعبة فيديو تقمص الأدوار نشرتها سكوير إنكس (إنكس سابقًا) لمنصة غيم بوي كولر. اللعبة هي الثانية من سلسلة وحوش مسعى التنين لمنصة غيم بوي كولر وتتميز بنسختين مختلفتين من اللعبة، الأولى هي رحلة روكا والثانية هي مغامرة إرو.